# Pseudo-Aristóteles
Pseudo-Aristóteles é um cognome comum de autores de tratados filosóficos ou médicos que tentaram associar suas obras com o filósofo grego Aristóteles, ou cujos trabalhos foram associados a ele por outros.
Aristóteles produziu tantos trabalhos em tal variedade de assuntos que escritores em muitos contextos diferentes — especialmente europeus, norte-africanos e árabes da Idade Média — podiam escrever uma obra e atribuí-la a Aristóteles. Dar este nome a uma obra garantia uma certo respeito e aceitação, já que Aristóteles foi provavelmente o escritor antigo com mais autoridade entre os homens educados da Europa cristã e de terras árabes muçulmanas.  Em geral não é claro se a atribuição de uma obra posterior a Aristóteles foi feita pelo próprio autor ou por outros que buscavam popularizar tais trabalhas usando seu nome.
Alguns Pseudo-Aristóteles notáveis foram o norte-africano Apuleio de Madaura, do século II, e o autor da obra cosmográfica grega Acerca do mundo (em grego Περὶ κόσμου, em latim De mundo).